# Carlos Méndez (Fußballspieler)
Carlos Méndez, vollständiger Name Carlos Ignacio Méndez Cerullo, (* 3. März 1988 in Maldonado) ist ein uruguayischer Fußballspieler.

## Karriere
Der 1,84 Meter große Torhüter Méndez stand 2010/11 bei CF Brăila in Rumänien unter Vertrag. Als weitere Verein von Méndez werden ohne genauere zeitliche Zuordnung die beiden italienischen Klubs Licata und Fassano sowie Rampla Juniors aus Uruguay geführt. Jedenfalls spielte er in der Spielzeit 2012/13 in Guatemala für Universidad San Carlos. Dort kam er sechsmal in der Liga Nacional zum Einsatz. Zu Beginn der Saison 2013/14 stand er in Reihen des uruguayischen Zweitligisten Canadian Soccer Club und lief in sieben Ligaspielen auf. Er wechselte Anfang Februar 2014 zu Canadians seinerzeitigem Ligakonkurrenten Club Atlético Atenas. Beim Verein aus San Carlos absolvierte in der restlichen Spielzeit 2013/14 vier Spiele in der Segunda División. Am Saisonende stieg sein Verein in die höchste uruguayische Spielklasse auf. In der Saison 2014/15 wurde er siebenmal in der Primera División aufgestellt. Nach dem direkten Wiederabstieg wurde er in der Zweitligaspielzeit 2015/16 nicht eingesetzt.